# Saba Azad
Saba Azad é uma atriz indiana, diretora de teatro, cantora e dançarina. Ela é uma das integrantes do Madboy/Mink, uma banda eletro-funk de Mumbai. Azad é mais conhecida por seu papel principal no filme de comédia romântica Mujhse Fraaandship Karoge, em 2011. O filme foi um sucesso na Índia, ganhando seguidores entre estudantes universitários de todo o país. Ela também fez o papel de Dingo na série virtual Ladies Room, em 2016. Ela fez sua estréia em Bollywood como uma das líderes Raaga no filme indiano Dil Kabaddi, em 2008. Ela participou de comerciais da Cadbury, Ponds, Maggi, Tata Sky, Google, Kit Kat, Vodafone, Seda, Nescafé, Airtel, além de campanhas impressas para a Clean & Clear, Westside, Amway e outras mais.

## Início de vida
Azad é sobrinha do grande ator de teatro Safdar Hashmi. Nascido em uma família de teatro, Azad se apresentou com o grupo de teatro de Safdar Hashmi, Jana Natya Manch, em suas produções teatrais desde muito jovem, onde trabalhou com Habib Tanvir, MK Raina, GP Deshpande e NK Sharma. Ela também treinou em formas de dança como Odissi, balé clássico, jazz, latim, bem como formas de dança contemporânea. Viajando com seu guru Odissi, Kiran Segal, ela se apresentou dentro e fora do país, incluindo Inglaterra, Canadá e Nepal.
Sua passagem pelo cinema começou depois da escola, quando ela conseguiu um papel principal no curta-metragem Guroor, do diretor Ishaan Nair, que viajou para festivais em Nova Iorque e Florença. Desde então, ela passou a trabalhar em muitos curtas-metragens.

## Vida pessoal
Ela é sobrinha do grande ator de teatro Safdar Hashmi.
Em 17 de março de 2013, Imaad Shah confirmou ao vivo que ele e Azad estavam em um relacionamento.

## Carreira
Azad fez sua estréia em Bollywood em 2008 com o filme Dil Kabaddi, contracenando com Rahul Bose. Ela apareceu em um papel principal como Preity Sen em Mujhse Fraaandship Karoge frente aos recém-chegados Nishant Dahiya e Saqib Saleem.
Ela é uma cantora popular na música indie indiana e integrante da popular banda eletrônica Madboy/Mink, que ela começou com o ator e músico Imaad Shah em 2012.
Ela começou sua própria companhia de teatro, chamada The Skins, em 2010 e dirigiu sua primeira peça, chamada Lovepuke, que estreou no teatro experimental da NCPA em setembro de 2010.
Ela se mudou para de Delhi para Mumbai, e atuou em uma peça dupla, dirigida por Makarand Deshpande encenada no Teatro Prithvi.

## Filmografia
| Ano  | Filme                     | Papel      | Linguagem | Notas |
| ---- | ------------------------- | ---------- | --------- | ----- |
| 2008 | Dil Kabaddi               | Raaga      | Hindi     |       |
| 2011 | Mujhse Fraaandship Karoge | Preity Sen | Hindi     |       |

## Música
| Ano  | Álbum                      | Título                                       | Feat.                                     |
| ---- | -------------------------- | -------------------------------------------- | ----------------------------------------- |
| 2013 | Nautanki Saala             | "Dhak Dhak Karne Laga" "Dil Ki Toh Lag Gayi" | Geet Sagar, Bruno Carvalo, Santosh Sawant |
| 2013 | Dhoom Series               | "Dhoom Anthem"                               | Raghav Sachar                             |
| 2015 | Detective Byomkesh Bakshy! | "Calcutta Kiss"                              | Imaad Shah                                |
| 2015 | Shaandaar                  | "Neend Na Mujhko Aaye"                       | Siddharth Basrur                          |
| 2015 | Main Aur Charles           | "Dekhe Meri Aankhon Mein Jo"                 |                                           |
| 2018 | Karwaan                    | "Bhar De Hamaare Glass"                      |                                           |